# 300 Carlos R
El «300 Carlos R», conocido también como «Infierno chico» o «Casa de Punta Gorda», fue un centro clandestino de detención y tortura (CCDT) que funcionó durante la última dictadura cívico-militar de Uruguay.

## Ubicación
Era una casa ubicada en Rambla República de México 5515. Fue una casa del Movimiento de Liberación Nacional Tupamaros que fue incautada por la Fuerza Militar y convertida en centro clandestino de reclusión. Su entrada principal es por la rambla de Montevideo y tiene una entrada por la calle Mar Ártico.

## Detenidos
Por este centro pasaban los detenidos y secuestrados para interrogatorios y torturas hasta que los trasladaban a otros centros. También se retuvieron allí militantes del Partido por la Victoria del Pueblo que habían estado detenidas en Buenos Aires y fueron trasladadas a Montevideo. Algunas de las personas que se sabe estuvieron en este centro son:
- Eduardo Bleier
- Juan Manuel Brieba